# 실내축구

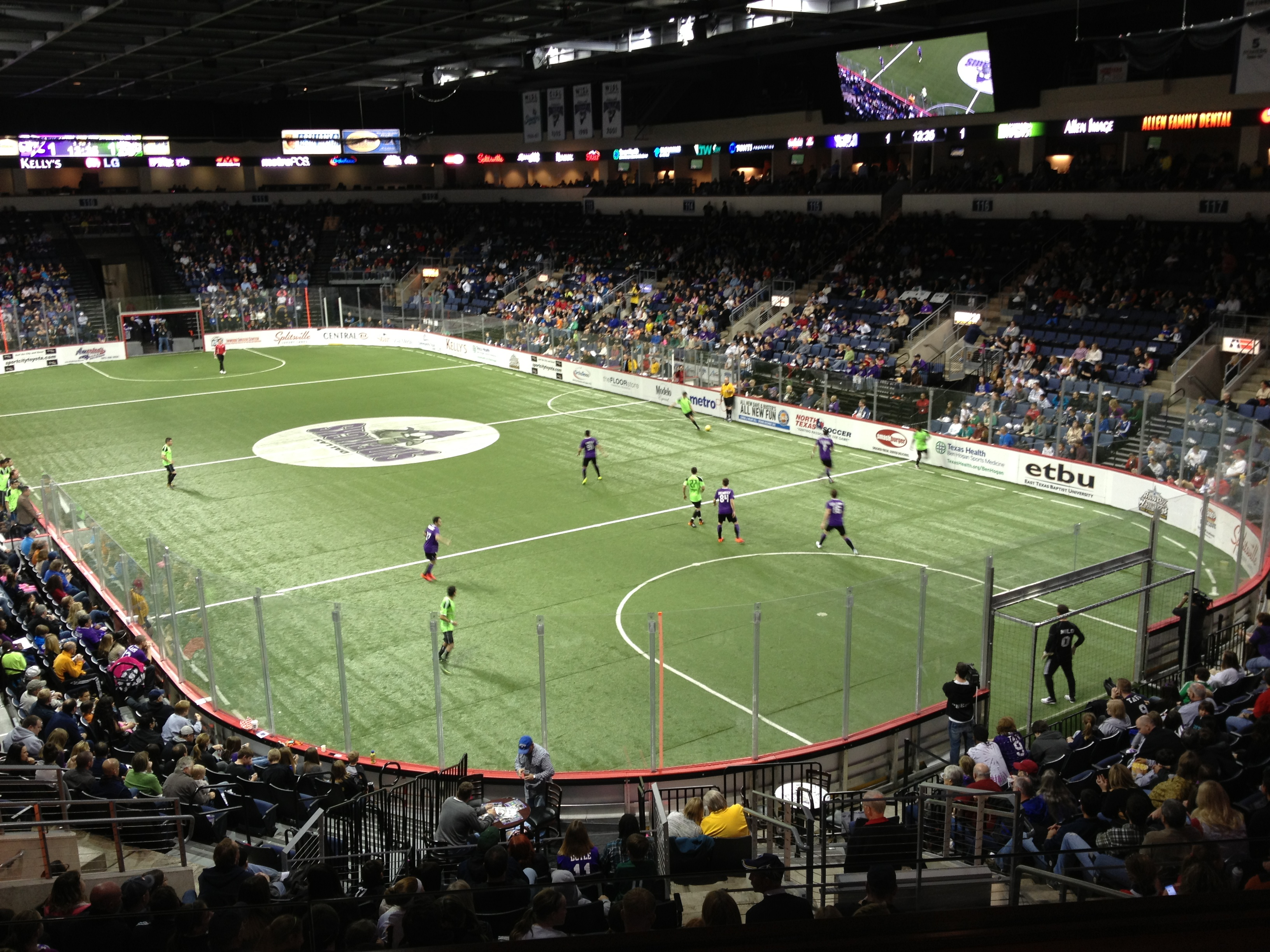

실내 축구(Indoor Football)는 풋살 등 여러 형태의 실내에서 행해지는 축구를 총칭하는 용어이며 한국에서는 1985년 2월 1일부터 제 1회 종별실내축구대회가 열렸지만 1회용으로 끝나기도 했다.
이는 축구에서 파생되었으며 벽으로 둘러싸인 하드코트 실내 경기장에서 플레이하도록 개조된 미니 풋볼의 5인제 또는 6인제 버전이다. 실내 축구는 미국과 캐나다에서 가장 잘 알려져 있듯이 원래 눈이 내려 야외 경기가 어려운 겨울철에 축구를 하기 위해 두 나라에서 개발되었다. 이들 국가에서는 체육관이 실내 축구 경기에 적합하도록 개조되었다. 다른 국가에서는 게임이 벽으로 둘러싸인 실내 또는 실외 경기장에서 진행된다.
실내 축구는 풋살, 5인제 축구 등 실내 경기를 위해 고안된 다른 버전의 협회 축구와는 다른 규정을 가지고 있다. 나무나 세라믹 표면에서 진행되는 풋살과 달리 실내 축구는 인조 잔디에서 진행된다. 실내 축구장은 벽이나 선으로 구분되어 있으며 선수의 스로인이 없다.
국제축구연맹(FIFA) 축구대회를 관장하는 국제기구인 FIFA는 자체 실내 축구 코드(풋살)를 개발해 인조 잔디 버전의 실내 축구를 승인하지 않는다.
실내 축구는 미국, 캐나다, 멕시코에서 가장 인기가 높으며 여러 아마추어, 대학, 프로 리그가 운영되고 있다. 국제적으로는 풋살보다 덜 인기가 있지만 실내 축구는 북미 이외의 많은 국가에서도 리그 수준으로 진행된다. 세계 미니축구 연맹(WMF)은 국제 패스트 축구 연맹(FIFRA)을 대신하여 국제 수준의 실내 축구를 관리하는 기관이다.
원래 유럽에서 만들어진 미니풋볼이라는 용어는 WMF에서 스포츠의 국제 표준 명칭으로 채택되었다.

## 리그
- 브라질 챔피언십
- 북미 사커 리그 (1968년)
- 사우스웨스트 실내 사커 리그

## 같이 보기
- 풋볼
- 비치사커
- 길거리 축구
- 풋살